# Microcogeneración
La microcogeneración es la utilización de la cogeneración por parte de los consumidores finales de la energía. Estos consumidores finales pueden ser los habitantes de viviendas uni o plurifamiliares, tanto en entornos aislados o dispersos, o cualquier implantación humana con ciertas necesides energéticas.
Al ser la microcogeneración el uso del calor generado por una máquina térmica prevista para la generación eléctrica, como fuente de calor para las necesidades de confort (agua caliente, calefacción), resulta especialmente adecuada para su uso en lugares en los que se necesite de forma continua una fuente térmica (piscinas, saunas, hoteles...). El punto de partida es el aprovechamiento del calor residual, disipado en las máquinas térmicas de potencia como parte del proceso termodinámico para calentar el agua sin necesidad de recurrir a otra fuente de calor. El ahorro energético en cuanto a combustible primario (gas natural, petróleo, biomasa) resulta evidente.
Con la microcogeneración se consigue además independencia del suministro eléctrico externo, necesitando tan sólo el acceso al combustible necesario para la generación eléctrica, que se produce únicamente cuando las necesidades de iluminación y alimentación de aparatos eléctricos lo requieren. Aunque las instalaciones de microcogeneración existen en el mercado desde hace tiempo, su implantación varía dependiendo especialmente del tipo de asentamiento de la población en el territorio y el desarrollo tecnológico y social.
En países como Alemania, con un alto desarrollo tecnológico y una población muy sensibilizada con el desarrollo sostenible y el ahorro energético, es donde más instalaciones hay de este tipo.
- Datos: Q128151